# 玛丽亚·基里连科
瑪麗亞·尤里耶芙娜·姬莉蘭歌（俄语：Мари́я Ю́рьевна Кириле́нко，1987年1月25日—），俄羅斯女子職業網球選手。曾經取得加拿大公開賽及美國公開賽青少年組冠軍，由於從小在美國接受網球訓練，因而結識舒拉寶娃並成為好友。
姬莉蘭歌在2005年的中國公開賽決賽上擊敗歌恩菲特而贏得在球壇的首個女子網球聯合會（WTA）錦標。
2008年7月她在WTA巡迴賽中登上女子單打世界排名第18位，是她自2001年取得職業排名以來的最高位置紀錄。
姬莉蘭歌2010年的狀態不俗，分別在四大滿貫都造出個人的最佳成績，當中包括在澳網闖入準決賽階段。
她的職業生涯至今已總共獲得5個單打冠軍以及12個雙打冠軍。

## 職業生涯

### 少年時期
姬莉蘭歌5歲已經隱約流露出對網球的喜愛，但由於學校課業而無暇抽出練習機會。到她7歲時其父終於下定決心為她登記入讀一所網球學校，數以小時計的劇烈訓練開始漸見成果，為小姬莉蘭歌贏得了數次小型比賽。
後來在12歲的時候，一位烏克蘭前職業網球手奧萊娜·布留霍韋茨偶而遇見姬莉蘭歌的練習，因而對她特別地關注，並在隨後的一年時間裡面不停地觀察她的訓練情況以及給予適切的指導。經過整整3年的艱辛訓練之後，姬莉蘭歌已經成為國內同年齡層的首席球手，而即使從18歲以下組別計算也能排名次席。
此時姬莉蘭歌亦已經擁有一個強大的教練團隊，包括前世界一哥卡菲尼哥夫和米爾內、奧霍夫斯基，他們共同幫助姬莉蘭歌制訂訓練進程以及在賽事中提供即時建議。
2002年，姬莉蘭歌先後成為加拿大公開賽和美網最年輕的青少年組單打冠軍。

### 初踏網壇
姬莉蘭歌在2001年10月7日正式轉為職業球員涉足網壇，翌年開始參與女子網球聯合會（WTA）的有關活動。她的女子單打排名逐漸向上遞升，但因為2004年的一些傷患而稍有回落。而2005年是姬莉蘭歌事業取得重要突破的年份，不但在中國網球公開賽以直落兩局6-3和6-4比分打倒對手歌恩菲特，贏取人生首個WTA錦標。另外其世界排名亦隨之由原來的頭100名開外，冒進至2006年6月12日首次打進世界排名頭20位。
2006年4月姬莉蘭歌初嚐為國上陣的滋味，獲選為俄羅斯代表隊一員參加國際女子網壇盛事協會盃，並在世界組I（最高組別）的半準決賽遇上比利時隊。儘管姬莉蘭歌先在女單回合不敵前屆美網得主克莉絲達絲，但在其後的女雙回合扳回一城，伙拍著沙芬娜成功擊退對方克莉絲達絲和軒寧的組合。然而俄羅斯隊整體最終在五個回合賽事裡仍以2-3落敗。
同年姬莉蘭歌以第20號種籽的身份參與美網，而在女單第三圈止步，敗於法國球手雷莎伊手上。

### 2007年
2007年1月姬莉蘭歌作為第二十六號種子球手在當屆澳網晉身至第三圈敗於古絲妮蘇娃。隨後她去到東京參與泛太平洋公開賽，在第二圈擊倒世界排名第15位的皮爾，但在接下來的比賽遭到東道主老將杉山愛淘汰。之後的杜拜網球錦標賽，姬莉蘭歌在第二圈與斯洛伐克球手漢杜高娃爆發激戰，使比賽拉鋸了2個小時又18分鐘之久，漢杜高娃才在第3局以7-6的分比取勝。
在加利福尼亞州聖地牙哥舉行的南加州公開賽上，姬莉蘭歌勇挫二號種籽塞爾維亞球手珍高域並晉級半準決賽，而後不敵同胞迪文蒂耶娃。而在鄰近的洛杉磯女子網球錦標賽上，姬莉蘭歌亦同樣能夠進入到半準決賽。
隨後的美網姬莉蘭歌未有獲得種子排名對待，但她先後擊敗德國的玛蒂娜·穆勒以及種籽球手卡塔琳娜·斯雷博特尼克，此時方被名氣稍次的尤莉亞·瓦庫連科爆冷氣走。完成美網賽事，姬莉蘭歌便出現在印度Sunfeast公開賽，更在決賽直落兩局擊退烏克蘭的科里特賽娃而順利奪標而回，是為個人第二個WTA單打錦標。僅僅一個星期之後姬莉蘭歌又前往首爾參與賽事，作為第四種籽的她延續狀態，再一次進入決賽爭逐，可惜礙於技術水平上仍有一定距離而倒在頭號種籽美國的维纳斯·威廉姆斯拍下，屈居亞軍。

### 2008年

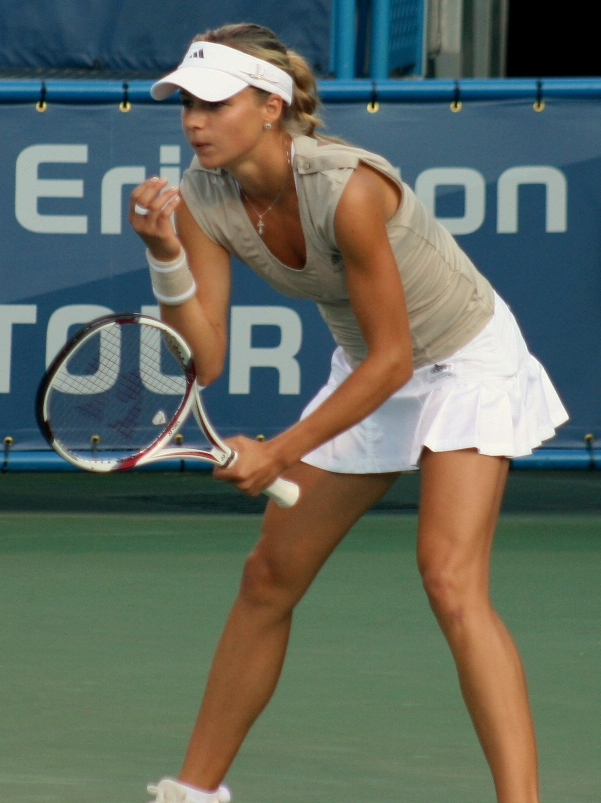
姬莉蘭歌參與2008年的辛辛那提大師賽。

姬莉蘭歌在年初的澳網表現不俗，包括先後在日本球手森上亞希子以及賽事六號種籽查維迪絲身上獲勝，藉此順利晉級第四圈（十六強），是她職業生涯首次能夠闖入四大滿貫賽事的這個階段。此時她又再遇上漢杜高娃但未能成功復仇，在第一局以6-1取勝而第二局一度領先盤數3-1的情況之下，被對方最終連續兩局6-4後來居上，因而在第四圈行人止步。
之後在多哈舉行的WTA一級賽事（Tier I）上姬莉蘭歌先贏馬卡洛娃，後僅負予加里格斯而在第二圈遭淘汰。此時，她陷入了個人職業生涯的一個小低潮，分別在杜拜、班加羅爾、印第安維爾斯和邁阿密連敗四場而全都首圈出局。
情況直至四月中的伊斯托里爾公開賽展開後才得到改善，姬莉蘭歌在這項第四級賽事（Tier IV）上重拾狀態，不單止女單決賽直落兩局擊敗貝內索娃奪冠；而同一時間由她與佩內塔拍檔的組合亦贏取了女雙項目。到了六月姬莉蘭歌又於同級的巴塞羅拿KIA公開賽揚威，水準發揮之下在決賽掃走西班牙本土球手馬天尼斯·珊齊絲奪冠。
八月的第三級賽事辛辛那提大師賽上，姬莉蘭歌雖被列作三號種籽但無緣躋身決賽，因為她在準決賽就已經敗於最終奪標的同胞彼得罗娃手上。不過在雙打方面，姬莉蘭歌則與柏祖娃化敵為友組成拍檔，在決賽第三局要打至盤數10-8的激戰下殺退施韋多娃與謝淑薇的組合，成功收穫到女雙冠軍。
及至九月的韓國公開賽姬莉蘭歌失落另一座女雙錦標，她與俄羅斯同胞菲娜·杜舒芬娜進入決賽但被謝淑薇和莊佳容的中華台北組合打敗。儘管如此，姬莉蘭歌在女單項目的表現未受影響，仍然延續著較早時的強勁氣勢，在決賽以2-6、6-1和6-4的比分後來居上擊敗澳洲球手斯托瑟奪金，是她個人第四個以及年內的第三個WTA女單冠軍。

### 2011年
她獲得香港網球贊助人協會的邀請，聯同她的同胞薇拉·兹沃纳列娃和耶夫格尼·卡费尔尼科夫一同參加了Hong Kong Tennis Classic；並且奪得冠軍。

### 2012年

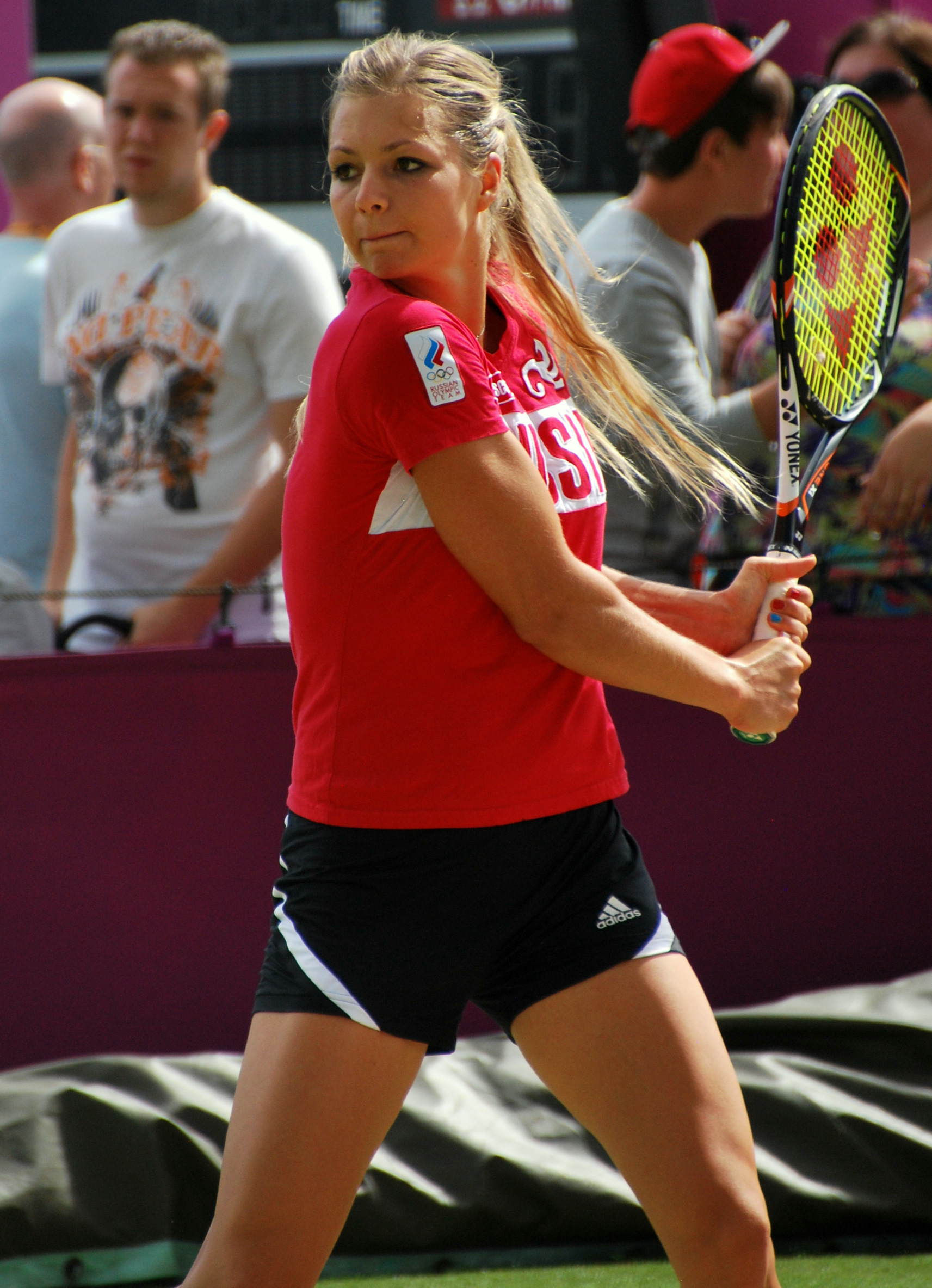
2012年，倫敦奧運時的首輪比賽

## 年終排名
| 年份   | WTA年終單打排名 |
| ------ | --------------- |
| 2010年 | 第20位          |
| 2009年 | 第62位          |
| 2008年 | 第29位          |
| 2007年 | 第31位          |
| 2006年 | 第30位          |
| 2005年 | 第25位          |
| 2004年 | 第111位         |
| 2003年 | 第122位         |
| 2002年 | 第417位         |

## 個人生活
- 姬莉蘭歌出生於前蘇聯，她的父親尤利（Yuri Kirilenko）擁有烏克蘭血統。姬莉蘭歌7歲的時候在父親的鼓勵底下開始接觸到網球運動，之後其父也一直擔當其個人教練[2]。在青少年時期轉到美國受訓期間，認識到舒拉寶娃、伊雲奴域絲、拉德萬斯卡和杜馬查思嘉等並成為好朋友，而姬莉蘭歌在朋友之間的暱稱是「瑪姬莉」（Makiri）。

- 姬莉蘭歌的現任男友是同鄉兼男子網球手伊戈爾·安德烈耶夫[3]。

## 外部連結
- 官方网站
- 玛丽亚·基里连科的国际女子网球协会官方資料（英文）
- 玛丽亚·基里连科的國際網球總會 職業／青少年 官方資料（英文）
- Fed Cup - Player profile - Maria KIRILENKO (RUS) （页面存档备份，存于）